# Toaca
Toaca – wieś w Rumunii, w okręgu Marusza, w gminie Hodac. W 2011 roku liczyła 1871 mieszkańców.